# Le Sublime Sacrifice de Stella Dallas
Pour plus de détails, voir Fiche technique et Distribution.
Le Sublime Sacrifice de Stella Dallas (Stella Dallas) est un film muet américain réalisé par Henry King, sorti en 1925.

## Synopsis
Après le suicide de son père, Stephen Dallas, une personnalité mondaine, quitte sa riche demeure et part vivre dans une petite ville où il se marie avec Stella, une femme de statut social beaucoup moins élevé. Le mariage est un échec, et Stephen se sépare bientôt de Stella et retourne à New York, laissant sa femme s'occuper de leur petite fille Laurel.
Les années passent. Laurel devient une jeune femme, et Stella, réalisant qu'elle ne peut pas offrir ce qu'il faut à sa fille tendre et sensible, accepte enfin de divorcer de Stephen, afin qu'il puisse épouser Helen Morrison et ainsi donner un bon foyer à Laurel. Celle-ci au début refuse de quitter sa mère, mais Stella se marie avec un ivrogne et Laurel est obligée de vivre avec son père. Plus tard, Laurel se marie avec Richard Grovesnor, un jeune homme de la bonne société plein de charme et plein d'avenir, et Stella, dehors sous la pluie, regarde la cérémonie par une fenêtre de la résidence des Morrison.

## Fiche technique
- Titre original : Stella Dallas
- Titre français : Le Sublime Sacrifice de Stella Dallas
- Réalisation : Henry King
- Scénario : Frances Marion, d'après le roman Stella Dallas de Olive Higgins Prouty
- Direction artistique : Arthur Stibolt
- Costumes : Sophie Wachner
- Photographie : Arthur Edeson
- Montage : Stuart Heisler
- Production : Samuel Goldwyn
- Société de production : Samuel Goldwyn Productions
- Société de distribution : United Artists
- Pays de production :  États-Unis
- Langue : anglais
- Format : Noir et blanc - 35 mm - 1,37:1 - Muet
- Genre : Mélodrame
- Durée : 110 minutes (11 bobines)
- Date de sortie : 
  - États-Unis : 16 novembre 1925 (première à l'Apollo Theater à New York)

## Distribution
- Ronald Colman : Stephen Dallas

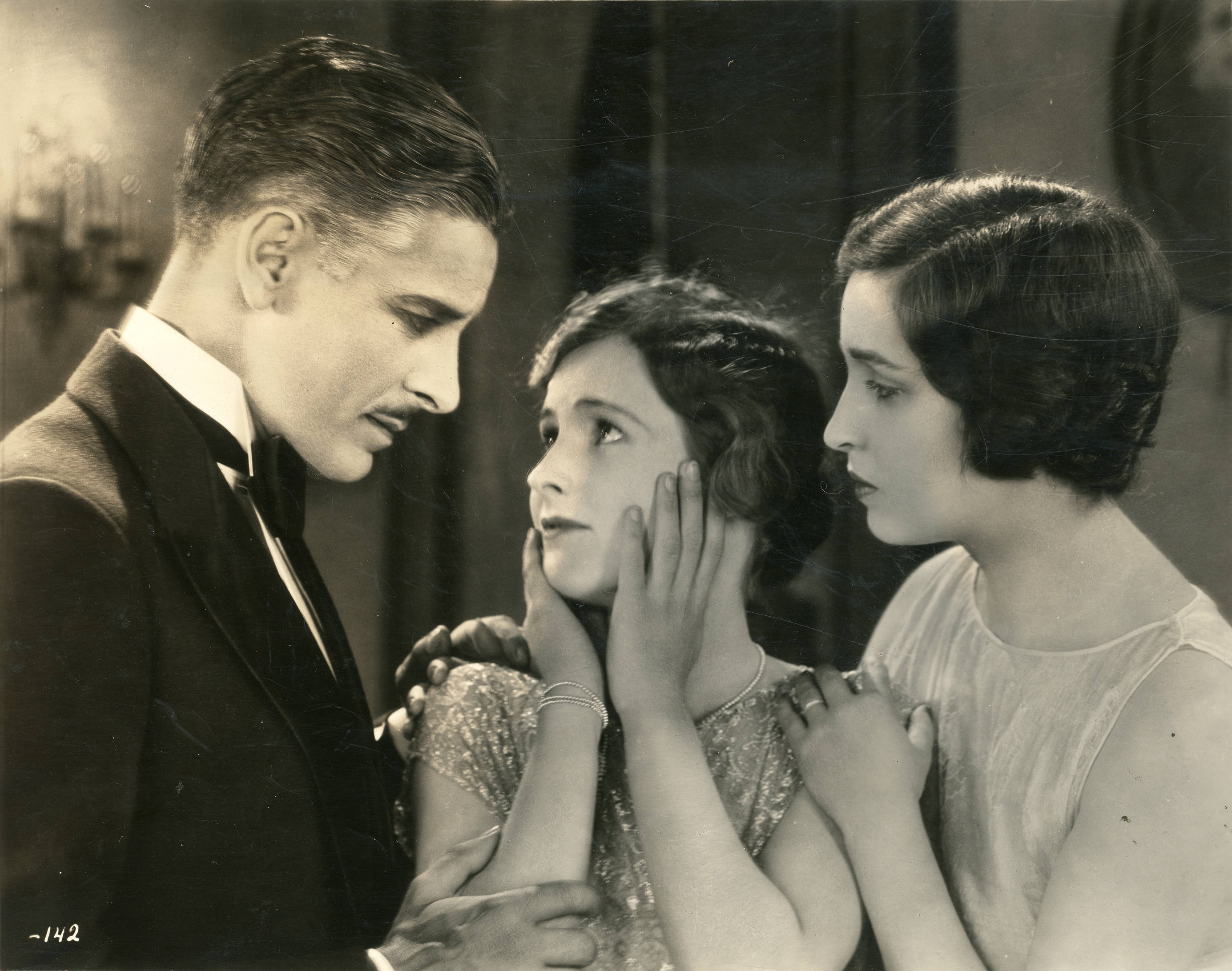
Ronald Colman, Lois Moran et Alice Joyce dans une scène du film.

- Alice Joyce : Helen Dane (Mrs. Morrison)
- Belle Bennett : Stella Dallas
- Lois Moran : Laurel Dallas
- Jean Hersholt : Ed Munn
- Douglas Fairbanks Jr. : Richard Grosvenor
- Charles Lane : Stephen Dallas Senior
- Vera Lewis : Mle Philiburn
- Beatrix Prior : Mme Grosvenor
- Maurice Murphy, Newton Hall, Jack Murphy : les enfants Morrison
- Robert W. Gillette, Winston Miller, Charles Hatten : les enfants Morrison (plus âgés)

## À noter
- C'est la même actrice qui joue Laurel enfant (à 10 ans et à 13 ans) et jeune femme[2]
- Douglas Fairbanks avait seulement 15 ans au moment du tournage[3]
- Ce film fera l'objet de remakes :
  - Stella Dallas, réalisé par King Vidor en 1937, avec Barbara Stanwyck dans le rôle de Stella
  - Stella, réalisé par John Erman en 1990, avec Bette Midler dans le rôle de Stella